# Ulrich S. Soénius
Ulrich S. Soénius (né le 26 novembre 1962 à Cologne) est un historien, archiviste et homme politique culturel allemand. Il est membre de la direction de l'IHK de Cologne (de) et directeur des Archives économiques rhénanes-westphaliennes (de) depuis 2000.

## Biographie
Après le lycée Humboldt de Cologne, Soénius effectue son service communautaire en soins gériatriques. Il étudie ensuite l'histoire médiévale et moderne, la bibliothéconomie et les sciences politiques ainsi que l'économie pendant quelques semestres à l'université de Cologne. En 1991, il termine son master avec la thèse L'enthousiasme colonial en Rhénanie sous l'Empire. En 1999, il obtient son doctorat sous la direction de Jost Dülffer (de) sa thèse sur la citoyenneté économique au XIXe et au début du XXe siècle. La famille Scheidt à Kettwig 1848–1925.
Soénius travaille à la Fondation Archives économiques rhénanes-westphaliennes (de) depuis juillet 1985, d'abord comme étudiant assistant, depuis le 1er avril 1990 en tant qu'assistant de recherche, depuis le 1er janvier 1999 comme directeur adjoint et depuis le 1er janvier 2000 en tant qu'administrateur et membre du conseil d'administration. En même temps, il est du 1er mars 2000 au 30 juin 2007 à la Chambre de Commerce et d'Industrie de Cologne, membre de la direction, responsable global de la bibliothèque commerciale de la Chambre de Commerce et d'Industrie de Cologne et de la politique culturelle/industrie culturelle.
Du 1er juillet 2007 jusqu'à son départ le 1er novembre 2021, dans le cadre de ses fonctions au sein de la Fondation Archives économiques rhénanes-westphaliennes, Soénius est également directeur général de la division politique de localisation nouvellement créée de la Chambre de commerce et d'industrie de Cologne (de). Depuis décembre 2021, il est exclusivement directeur et membre du conseil d'administration de la Fondation Archives économiques rhénanes-westphaliennes.

## Bureaux dans les associations et clubs
Soénius dirige les groupes de travail « Industries culturelles et créatives » et « Industrie du transport aérien » au sein de l'Association allemande des chambres de commerce et d'industrie (de) (DIHK) et est membre du conseil d'administration de le Groupe de travail des aéroports commerciaux allemands (de) (ADV). Il est un résident averti du comité de développement urbain du conseil municipal de Cologne et membre du conseil d'administration de l'université des sciences appliquées de Cologne. Avec Paul Bauwens-Adenauer (de), il dirige l'Association des entrepreneurs de la région de Cologne, qui commande le plan directeur d'aménagement urbain du centre-ville de Cologne. Au sein de l'association Kölner Stiftungen e.V., fondée en 2009, il est président.
Il occupe plusieurs fonctions dans le système d'archives allemand. Il est membre du conseil d'administration de l'Association des archivistes commerciaux allemands, des Archives centrales du commerce international de l'art (de), Cologne et à l'Architekturforum Rheinland. Il est membre du conseil d'administration de la Fondation des archives économiques hanséatiques, Hambourg. De 1998 à 2021, il est membre du conseil d'administration de l'Association des archivistes allemands (de) (VdA) en tant que président du groupe spécialisé 5 : Archives économiques.

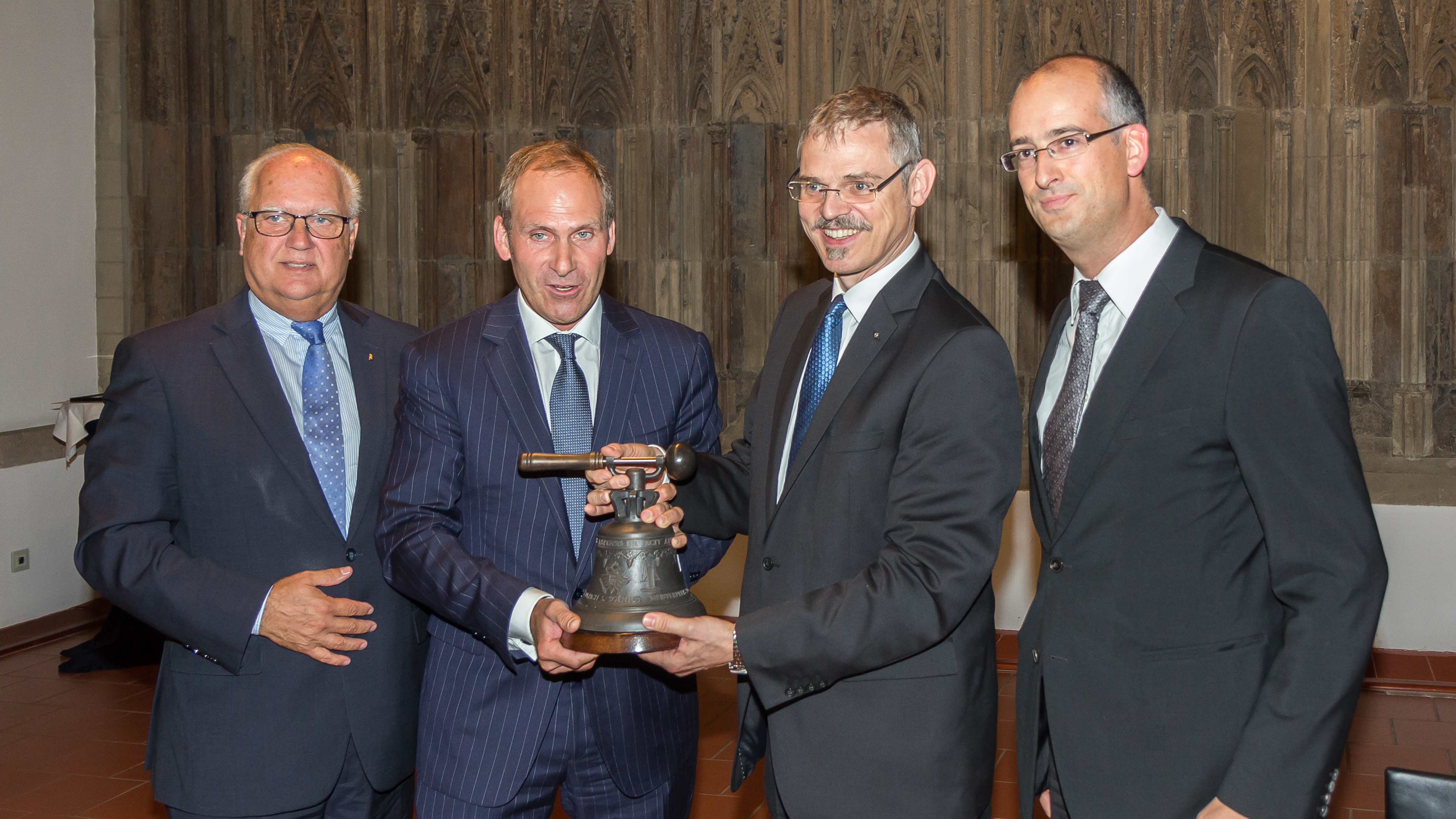
Remise du prix de la maîtrise 2016 à Ulrich Soénius, 2e à partir de la droite

## Publications (sélection)
- Koloniale Begeisterung im Rheinland während des Kaiserreichs (= Schriften zur rheinisch-westfälischen Wirtschaftsgeschichte. Volume 37). Cologne, 1992 (zugleich Magisterarbeit, Universität zu Köln).
- avec Barbara Gerstein: Rheinisch-Westfälische Handelskammersyndici. Münster, 1994.
- Die Zeit des Nationalsozialismus (1933–1945). Dans: Die Geschichte der unternehmerischen Selbstverwaltung in Köln 1914–1997. Cologne, 1997.
- Wirtschaftsbürgertum im 19. und frühen 20. Jahrhundert. Die Familie Scheidt in Kettwig, 1848–1925 (= Schriften zur rheinisch-westfälischen Wirtschaftsgeschichte Band 40). Cologne, 2000 (zugleich phil. Diss., Universität zu Köln, 1999).
- avec Peter Danylow (dir.), Otto Wolff (de). Ein Unternehmer zwischen Wirtschaft und Politik. Munich, 2005.
- Zukunft im Sinn – Vergangenheit in den Akten. Cologne, 2006.
- avec Jürgen Wilhelm (de) (dir.), Kölner Personenlexikon. Greven, Cologne, 2008,  (ISBN 978-3-7743-0400-0).
- avec Paul Bauwens-Adenauer (dir.), Der Masterplan für Köln. Greven, Cologne, 2009.
- avec Susanne Hilger (dir.), Netzwerke – Nachfolge – Soziales Kapital. Familienunternehmen im Rheinland im 19. und 20. Jahrhundert. Cologne, 2009.
- avec Bettina Schmidt-Czaia (dir.), Gedächtnisort. Das Historische Archiv der Stadt Köln. Böhlau, Cologne, 2010.
- avec Christian Hillen et Peter Rothenhöfer, Kleine Illustrierte Wirtschaftsgeschichte der Stadt Köln. Bachem, Cologne, 2013
- avec Petra Hesse et Mario Kramp (de) (dir.), Köln 1914. Metropole im Westen. Bachem, Cologne, 2014.
- avec Mario Kramp (dir.), Made in Cologne – Kölner Marken für die Welt. 2., stark erw. Aufl., Bachem, Cologne, 2015.